# セール双対性
代数幾何学という数学の分野において、セール双対（セールそうつい、Serre duality）は、ジャン＝ピエール・セールによって証明された、代数多様体の連接層のコホモロジーについての双対性である。基本的な主張は非特異射影多様体上のベクトル束に関するものだが、アレクサンドル・グロタンディークによる（例えば特異点を持つ多様体にも適用できる）広範な一般化も存在する。定理の主張は、n 次元多様体においてコホモロジー群 Hi が別の群 Hn−i の双対空間であるというものである。セール双対は、位相幾何学におけるポアンカレ双対の、連接層のコホモロジーでの類似でもある。
また、セール双対は射影多様体とは限らないコンパクト複素多様体についても成り立つ。複素幾何学の設定では、セール双対はホッジ理論のドルボーコホモロジーへの応用の結果、あるいは楕円型作用素の理論の結果とみなせる。
以上の（代数幾何学・複素幾何学における）2つの解釈は、非特異な複素射影多様体については一致する。これは層係数コホモロジーとドルボーコホモロジーを結びつけるドルボーの定理の帰結である。

## ベクトル束のセール双対

### 代数的なバージョン
{\displaystyle X}を体{\displaystyle k}上の{\displaystyle n}次元非特異多様体とする。{\displaystyle X}の標準束{\displaystyle K_{X}}を、{\displaystyle X}上の{\displaystyle n}形式のなす直線束、すなわち余接束の最高次外冪
{\displaystyle K_{X}=\Omega _{X}^{n}={\bigwedge }^{n}(T^{*}X).}
と定義する。さらに、{\displaystyle X}が{\displaystyle k}上固有（例えば射影的ならばこの条件は満たされる）だと仮定する。このときセール双対の主張は以下である。
{\displaystyle X}上の代数的なベクトル束{\displaystyle E}と整数{\displaystyle i}について、有限次元ベクトル空間の自然な同型
{\displaystyle H^{i}(X,E)\cong H^{n-i}(X,K_{X}\otimes E^{\ast })^{\ast }}
が存在する。
ここで{\displaystyle \otimes }はベクトル束のテンソル積である。とくに両辺の次元を比較すると、等式
{\displaystyle h^{i}(X,E)=h^{n-i}(X,K_{X}\otimes E^{\ast })}
が成り立つ。
ポアンカレ双対のときと同様に、セール双対の主張する同型も層係数コホモロジーのカップ積に由来する。すなわち、カップ積と{\displaystyle H^{n}(X,K_{X})}上の自然なトレース写像を合成したもの
{\displaystyle H^{i}(X,E)\times H^{n-i}(X,K_{X}\otimes E^{\ast })\to H^{n}(X,K_{X})\to k}
が完全ペアリングになる。トレース写像は、ドラームコホモロジーの積分（{\displaystyle n}形式を{\displaystyle X}全体で積分するという写像）の層係数コホモロジーにおける類似である。

## 代数曲線
代数曲線の場合は既にリーマン・ロッホの定理に含まれている．曲線 C に対して coherent 群 Hi は i > 1 に対して消える；しかし H1 は一般には非自明である．実際，定理の基本関係式は l(D) と l(K − D) に関わり，ここで D は因子であり K は標準類の因子である．セール以降我々は l(K − D) を H1(D) の次元と認識している，ただし今 D は因子 D によって決定される直線束を意味する．つまり，この場合のセール双対性は群 H1(D) と H0(KD*) を関係づけ，次元の関係が分かる（表記：K は標準直線束，D* は双対直線束，並置は直線束のテンソル積）．
この定式化において，リーマン・ロッホの定理は層のオイラー標数
h0(D) − h1(D),
を曲線の種数
h1(C,OC),
と D の次数のことばで計算したものと見ることができる．高次元に一般化できるのはこの形である．
したがって曲線のセール双対性は非常に古典的なものではあるが，興味深い観点を持っている．例えば，リーマン面の理論において，複素構造の変形理論は古典的に quadratic differential（すなわち L(K2) の切断）を用いて研究される．小平邦彦と D. C. Spencer の変形理論は H1(T) を通した変形を同一視する，ここで T は接束層 K* である．双対性はなぜこれらのアプローチが一致するかを示す．

## 起源と一般化
理論の起源は多変数複素関数論に関するセールの先の研究にある．アレクサンドル・グロタンディークの一般化において，セール双対性ははるかに広い設定における coherent 双対性の一部となる．V が多様体のとき上の K の役割は一般のセール双対性では余接束の行列式束によってなされ，完全に一般には K は V の非特異性のなんらかの仮定なしではただ1つの層ではありえない．完全に一般的な定式化は導来圏と Ext 関手を使うことで，K が層の鎖複体，すなわち dualizing complex によって表されることが可能となる．それにもかかわらず，定理の主張は recognisably セールのものである．